# Franc Ferdo Kukec
Franc Ferdo Kukec, slovenski kanuist na divjih vodah, * 23. marec 1960.

## Uspehi
Njegovi največji športni uspehi so bili:
- drugo mesto na SP leta 1985 v Nemčiji v kategoriji C-1 moštveni spust (s Srečkom Masletom in Andrejem Jelencem)
- tretje mesto na EP leta 1980 v kategoriji C-2 slalom s partnerjem Stanislavom Pintarjem
- tretje mesto na SP leta 1987 v Franciji v kategoriji C-1 moštveni spust (s Stanislavom Pintarjem in Andrejem Jelencem)

Kukec je dobitnik Bloudkove plakete in dolgoletni reprezentant Jugoslavije.
Po končani karieri se je zaposlil na OŠ Trnovo, kjer poučuje  geografijo. Kot učitelj dela že več kot 20 let, njegovi učenci pa v zadnjih letih redno osvajajo najvišja mesta na področnih in državnih tekmovanjih iz geografije.